# В объятиях убийцы
«В объятиях убийцы» (англ. In the Arms of a Killer) — детективный триллер с элементами драмы режиссёра Роберта Э. Коллинза. Премьера состоялась 5 января 1992 года.

## Сюжет
В Нью-Йорке старший детектив Винсент Кьюсек полиции работает в отделе по расследованию убийств. Он получает новую напарницу Марию Куинн — очень красивую женщину.
В прошлом Мария никогда не работала с убийствами. Однако она должна замещать бывшего напарника Кьюсека.
Им поручено дело о странном убийстве. Убит торговец наркотиками и сутенер, но убийство хотели замаскировать под передозировку наркотиков. В преступлении подозревают другого наркоторговца, который в прошлом году убил двух наркодилеров. Несмотря на трудную работу Мария успевает наладить личную жизнь. Несколько лет назад её мужа, который работал полицейским, убили при исполнении. Но теперь она заводит роман с одним из свидетелей по делу — доктором, который стал свидетелем убийства.
В скором времени следствие набирает обороты. Происходит второе убийство. Жертвой становится проститутка, свидетельница по делу и кроме того - она жена главного подозреваемого. В скором времени подозреваемого убивает Кьюсак, когда тот оказал сопротивление при аресте. Казалось бы, дело закрыто, но Мария понимает, что в деле о двух убийствах ещё рано ставить точку.

## В ролях
| Актёр             | Роль                    |
| ----------------- | ----------------------- |
| Жаклин Смит       | Мария Куин              |
| Джон Спенсер      | детектив Винсент Кьюсек |
| Нина Фош          | миссис Венайбл          |
| Джералд О’Лофлин  | Арт Сейденстиккер       |
| Сэндал Бергман    | Нурс Хеннинген          |
| Линда Дона        | Крисси                  |
| Алан Блюменфилд   |                         |
| Роберт Миранда    |                         |
| Кристоффер Табори | Деннис                  |
| Майкл Нури        | Брайан Венайбл          |